# Generation Z
| Generation Z |
| --- |
| Generation Z-ungdomar på en elsparkcykel (en av dem ser samtidigt på en smartmobil). - Betydelse – kulturell generation - Definition – födda 1997– 2012 - Miljö – första generationen som vuxit upp med stabil och mobil tillgång till bredband - Föregicks av – Generation Y - Efterträddes av – Generation Alfa |

Generation Z, eller Gen Z, är en benämning på personer som vuxit upp efter millennieskiftet, ibland preciserat som personer födda mellan 1995 och 2012 eller mellan 1997 och 2009. Andra förekommande namn är zoomers, post-millenniegenerationen eller iGenerationen. Sedan 2018 har Generation Z dock helt tagit över som dominerande term.
Generation Z är den första generationen som vuxit upp med mobiler och ständig tillgång till snabbt internet. Generationens medlemmar kännetecknas av en stor mängd tid ägnad åt bland annat sociala medier och datorspel. Generationens nästan obegränsade tillgång till internetpornografi vid en ung ålder har lett till debatter och tal om generation Z som en "experimentgeneration" i teknologins händer. Generation Z anses ha en stark etisk känsla som inte är påverkad av sociala och hälsomässiga problem, även om denna sjunkit under 2020-talet. Generationen har värderat mångfald – inklusive sexuell och etnisk mångfald – högt och är både socialt tolerant och miljömedveten.
Bland representanterna för denna generation finns nobelpristagaren Malala Yousafzai och klimataktivisten Greta Thunberg.

## Avgränsning
Generation Z placeras ofta in mellan födelseåren 1997 och 2012. De som föddes före 1997 har ofta något minne av exempelvis 11 september-attackerna och de efterföljande krigen i Irak och Afghanistan, medan generation Z ofta saknar tydliga minnen av dessa globala politiska händelser åren efter millennieskiftet. Många i generation Y,  som i USA är rasmässigt och etniskt blandad, präglas politiskt av exempelvis presidentvalet 2008, medan de äldsta ur generation Z nådde motsvarande medvetandegrad först på 2010-talet.
Den här generationen växte upp i en värld med ständig tillgång till snabbt Internet och sociala medier. Gränsen till nästa generation dras runt 2010/2012  -  generation Alfa som fötts omkring eller efter arabiska våren.

## Karaktär

### Uppkopplad generation
Likt den föregående generation Y präglades generation Z under sin ungdom av allt bättre och enklare tillgång till informationsteknologi via bärbar dator, surfplatta och smartmobil. Dessa har lämnat digitala fotspår redan som små barn eller innan sin födelse, bland annat till följd av många föräldrars delning av bilder av och information om barnen på sociala medier och bloggar. Den här generationen har alltid haft tillgång till internet och smartmobiler, ofta från en tidig ålder. Iphone lanserades 2007 och Ipad 2010, och medlemmarna kallas ibland iGenerationen.
Till skillnad från äldre generationer använder generation Z e-post betydligt mindre, och de har ofta ersatt Facebook med Instagram och Youtube, Snapchat och Tiktok. Generationsmedlemmarna är dock medvetna om bildrelaterade sociala mediers förmåga att förställa verkligheten och skattar äkthet högt. De ser ganska lite på tv och kommunicerar oftare via textmeddelanden än telefonsamtal. De har också vant sig vid att använda video som kommunikationsmedel även för korta meddelanden.
Ofta är de dygnet runt uppkopplade trådlöst mot internet och sociala medier, med en inställning att detta mer än tidigare generationer är en självklarhet. Därför anses ofta denna generation vara äkta digitala infödingar, och mobilen är för dem i princip en kroppsdel. Via internet har de kontakt med andra dygnet runt, jorden runt, underlättat via generationens goda kunskaper i engelska. De föddes efter den ekonomiska kris som under 1990-talet drabbade Sverige hårt, men de har upplevt finanskrisen 2007–2008 som drabbade många andra länder, kriget mot terrorismen, klimatkris och allmän politisk oro.
Man använder gärna sociala medier till att informera sig om nya produkter, vilket gör att influerare kan ha stort inflytande över generationens medlemmar. Man köper i högre utsträckning mat och kläder över Internet. Genom sin vana vid snabb nyhetsinhämtning är den här generationen också flyktig i sitt uppmärksammande av omgivningen. Det sägs ibland att man har tio sekunder på sig att nå en representant för generation Z, innan personen bytt fokus.

### Etik och medvetenhet
Denna generation är vanligtvis barn till generation X eller generation Y. Medan millenniegenerationen under och runt 1990-talet förlorade en hel del av sina illusioner omkring världen, har generation Z från första början varit medveten om tillvarons realiteter. Att ha vuxit upp under oroliga tider har, enligt vissa experter, gjort den här generationen mer pragmatisk och målmedveten. I likhet med millenniegenerationen har vanan vid sociala medier lärt dem att dela åsikter, liksom en önskan att påverka och ifrågasätta auktoriteter.
Generationen är ofta mer etisk i sina val av arbetsgivare, genom att den hellre väljer en arbetsgivare som har samma värderingar som de själva. De vill kunna känna att det jobb de utför gör en skillnad för världen, och de engagerar sig ofta i delningsekonomin. Generation Z har också varit mer medveten vad gäller mat, och ihop med millenniegenerationen bidrog den i slutet av 2010-talet till en kraftigt ökad andel veganer i bland annat europeiska länder. Man har en tydlig miljömedvetenhet, skattar äkthet och autenticitet högt (även när det gäller negativ kritik) och kan reagera starkt på det som strider mot individernas världsbild.

Generationen värderar olikhet, inklusive sexuell och etnisk olikhet. Generation Z är mer etniskt blandad än tidigare generationer – bland annat på grund av senare decenniers migrationsvågor – man är bättre utbildad, mindre heteronormativ (ofta uppvuxen i en miljö med stora Pride-festivaler) och har visat sig ta tydligare ställning mot orättvisor. Klädmässigt har den under uppväxten, i jämförelse med millenniegenerationen, haft en mer androgyn och icke-sexualiserad stil. Tydligare än tidigare generationer tar man avstånd från rasism och sexism.
| Malala Yousafzai (2019) och Greta Thunberg (2020), två unga aktivister. |  | Malala Yousafzai (2019) och Greta Thunberg (2020), två unga aktivister. |
| Malala Yousafzai (2019) och Greta Thunberg (2020), två unga aktivister. |  |                                                                         |

Bland medvetna aktivister ur generationen finns Malala Yousafzai (den hittills yngsta som fått Nobels fredspris) och den svenska klimataktivisten Greta Thunberg. Miljömedvetenhet och intresse för hälsa, global solidaritet, feminism och mobbningsmotstånd har varit vanliga karaktärsdrag, liksom hög ambitionsnivå och förändringsbenägenhet. Fler personer som förknippats med generation Z är popikonen Billie Eilish, formel 1-föraren Max Verstappen och rapparen Lil Peep.
Under 2020-talet har undersökningar i bland annat Sverige visat att den feministiska medvetenheten sjunkit i generationen och i viss mån ersatts av en ökad konservatism. Detta har skett parallellt med ökade konflikter i samhället, bland annat genom krig i Östeuropa och Mellanöstern och återvalet av Donald Trump som USA:s president. Denna allmänna samhällsutveckling kan även ses i avmattningen av fjärde vågens feminism. Också det uttalade intresset för miljöfrågor har sjunkit, åtminstone i Sverige.

### Experimentgeneration
Vissa har kallat generation Z för en experimentgeneration. Den är den första med ständig tillgång till mobilt bredband, med nya umgängesvanor och enklare tillgång till en mängd olika medier. Detta inkluderar en ständig tillgång till internetpornografi, vilket under 2010-talet lett till både moral- och hälsoinriktade debatter omkring ungas konsumtion. En obegränsad tillgång till pornografi anses ibland leda till att många utvecklar beroenden av detta superstimulus (med möjlig risk för erektionsproblem), lär sig felaktiga sexuella beteenden och utsätts för sexuellt underhållningsvåld vid tidig ålder. Böcker som den svenska Visuell drog och metoo-rörelsens fokus på kvinnors utsatthet för manliga sexuella övergrepp har bland annat påverkat till en reformerad sexualundervisning i flera länder – i Sverige från 2022.
Ungas allt större fokus på sociala medier och internetkultur har haft en del oväntade effekter, och själva betydelsen av sex har breddats från 'penetrativt samlag' till en mängd olika situationer och aktiviteter. Detta inkluderar intimt utbyte av sexuella bilder och texter ("sexting"), onani och pornografi. Generation Z har en betydligt senare samlagsdebut än generationen innan och mindre intresse för sex (med en partner), samtidigt som antalet tonårsgraviditeter sjunkit. Man har ofta en mer pragmatisk relation till sexuella aktiviteter och parrelationer, och statistik från bland annat USA antyder att sex (både med partner och på egen hand) sker mer sällan än i tidigare generationer. När man väl har relationssex är det med färre hämningar och tabun i sexakten än hos tidigare generationer, men även ibland med inslag av oanmält våld. I denna generation, som är van att umgås via internet, är konsumtion av alkohol betydligt lägre än hos millenniegenerationen; alkoholkonsumtion har för övrigt en stark koppling till osäkert sex och en hög förekomst av oplanerade graviditeter. Däremot är man – åtminstone i USA – relativt välvilligt inställd till lätt narkotika av typen cannabis.
Under 2020-talet har intresset för fasta relationer ökat i generationen (åtminstone i Sverige), liksom en könsmässig traditionalism kring dejtande och frieri. Även intresset för sex som aktivitet har minskat.
Den lättillgängliga pornografin har i praktiken normaliserat fenomenet för generation Z, i en alltmer sexualiserad kultur där sexuella uttryck är vanliga i sociala medier. I den allmänna debatten har synts larmrapporter om relaterade hälsoproblem och risker för jämställdhetsarbetet. Rapporter talar annars om att ungdomarna generellt har ett kritiskt förhållningssätt till det ofta överdrivna och fantasirelaterade innehållet i pornografin, liksom att de tydligare än hos tidigare generationer är medvetna om vikten av samtycke.
Navigerandet i det allt mer sexualiserade och visuella medielandskap som sociala medier och pornografin bidrar med sägs ibland hanteras genom en uppgradering av den kvinnliga sexualiteten. De unga mediekonsumenterna sägs även ha ett större mod att leka med roller som objekt och subjekt. Billie Eilish – 2019 års bästsäljande amerikanska albumartist och fjärde musikartist globalt under året – har dock vittnat om sin egen bristande beredskap inför internetpornografin och frånvaron av upplysning från föräldragenerationen. Hennes reaktion delas av många generationskamrater, som vuxit upp med den höga tillgängligheten och dess bieffekter.
Parallellt med den faktiska normaliseringen av pornografin har sex- och nakenscener i TV-serier – med generation Y eller generation Z som målgrupp – under 2010-talet blivit allt vanligare. Ämnet har i praktiken blivit mindre tabu, och även manliga kroppar har använts som konkurrensmedel i Game of Thrones, Sex Education, Lost, Girls, Sex/Life och ytterligare några dussin TV-serier. Med en ökande andel tittande på strömmande media från Netflix, HBO och andra betalkanaler, behöver producenterna inte alltid anpassa sig till reklamköparnas kommersiella verklighet. Scener i TV-serier som Normala människor och Euphoria har till och med hamnat på pornografiska videogemenskaper som Pornhub.

### Ekonomi och relationer
Trots den här generationens höga utbildningsnivå arbetar man i stor utsträckning i den konjunkturkänsliga gigekonomin. Både millenniegenerationen och generation Z lever i ett samhälle där fast anställning blivit svårare att nå. Med en alltmer osäker arbetsmarknad är det ofta inte längre möjligt att ha en enda familjeförsörjare, och begreppet hemmafru ses som omodernt eller sexistiskt. Därför väntar generation Z, av vad man hittills sett, allt längre med att bilda familj. Utan fast arbete väntar man längre med att flytta hemifrån, vilket också försvårar möjligheten att bilda en fast parrelation. Generation Z prioriterar karriär och ekonomi högre än generationen innan.
En allt större ovilja att binda sig till en begränsande parrelation – tendenser som rapporterats från bland annat Indien, Europa och Nordamerika – underlättas av lättheten att dejta och skaffa (tillfälliga) relationer via dejtningsappar. Den ökade möjligheten till att matcha intressen via olika internettjänster ger fler möjligheter att bilda en förhoppningsvis stabilare relation, när tillfället är det rätta. Covid-19-pandemin innebar också att åren 2020 och 2021 var två "förlorade år" i relationsbyggena, på grund av samhällets allmänna råd om fysisk distansering. Tiden användes av en del till att fundera över ens identitet och livsval. I en värld med ständig tillgång till internetpornografi och ett stort utbud av sexleksaker innebar inte heller människors naturliga intresse av sex en lika stor dragningskraft till att bilda parrelationer, jämfört med hos tidigare generationer.

## Sekundära benämningar
Generation Z samt dess föregångare generation Y har också nämnts i samband med flera andra generationsbegrepp. Det inkluderar gratisgenerationen (som vant sig vid internets alla gratistjänster) och generation snöflinga. Det sistnämnda begreppet syftar på påståendet att framför allt millenniegenerationen skulle vara överdrivet känsliga och lättkränkta (uppfostrade av curlingföräldrar).
Detta kan jämföras den etiska kompassen hos många i generation Z. Båda generationerna har vuxit upp efter Berlinmurens fall och i ett individualistiskt och liberalt samhällsklimat som gynnat personliga ställningstaganden till förmån för gemensamma problemlösningar.